# Palazzo Figliolia
Il Palazzo Concettina Figliolia o Palazzo Figliolia, risalente alla metà del XVIII secolo e costruito in via XXV Aprile al civico 74 è uno dei più importanti palazzi di Foggia. Esso è preceduto da una lieve scalinata e sovrastato da uno stemma gentilizio e la data di costruzione.
Nel settecento affacciava direttamente sul piano delle fosse.